# Bong Range
Koordinaten: 6° 49′ N, 10° 18′ W
Das Bong Range (auch Bong Hills) ist eine Bergregion im Bong County, im zentralen Liberia.
Die Vegetation besteht aus immergrünem tropischem Regenwald.
Die Berge und Erhebungen der Bong Range erstrecken sich über einen Höhenbereich von 300 bis 645 Metern über Meeresspiegel. Die Ausdehnung beträgt 40 Kilometer in Nordost-Südwest-Richtung, in Nordwest-Südost-Richtung lediglich 15 bis 20 Kilometer. Etwa 50 Kilometer nordwestlich befindet sich das Kpoe Range als benachbartes Bergland.
Das Gebirge bildet eine Wasserscheide für den etwa 20 Kilometer nördlich verlaufenden Saint Paul River. Auf der Südseite des Gebirges befindet sich das Quellgebiet des Farmington River.
Die wichtigste Straße Liberias, von der Hauptstadt Monrovia zur Grenzstadt Sanniquellie an der Grenze zu Guinea, tangiert das Bong Range im Süden und Osten. Diese verkehrsgünstige Lage war hilfreich bei der wirtschaftlichen Erschließung des Gebirges.
Das Bong Range war seit 1958 ein Konzessionsgebiet der DELIMCO, besser bekannt als Bong Mining Company, eines liberianisch-europäischen Bergbauprojekts, an dem die Bundesrepublik Deutschland durch den Stahlkonzern ThyssenKrupp  und viele Zulieferbetriebe maßgeblich beteiligt waren.
 Von 1962 bis 1967 war der später in Mettmann lebende Diplom-Bergingenieur Karl Heinz Zepter Generaldirektor der Bong Mining Company. Die liberianischen Einwohner nannten den Berg, aus dem die DELIMCO das Eisenerz im Tagebau fördert Zawea, das heißt die Schatzstätte. Die Erze wurden vor Ort aufbereitet und mit einer eigens geschaffenen Werksbahn, der Bong-Mining-Bahn zum Verladeterminal am Freeport Monrovia befördert. Die zum Bergwerk gehörige Werkssiedlung erhielt den Namen Bong Town und war in den 1960er und 1970er Jahren eine vollkommen autarke Stadt.